# 로스앨토스 (캘리포니아주)

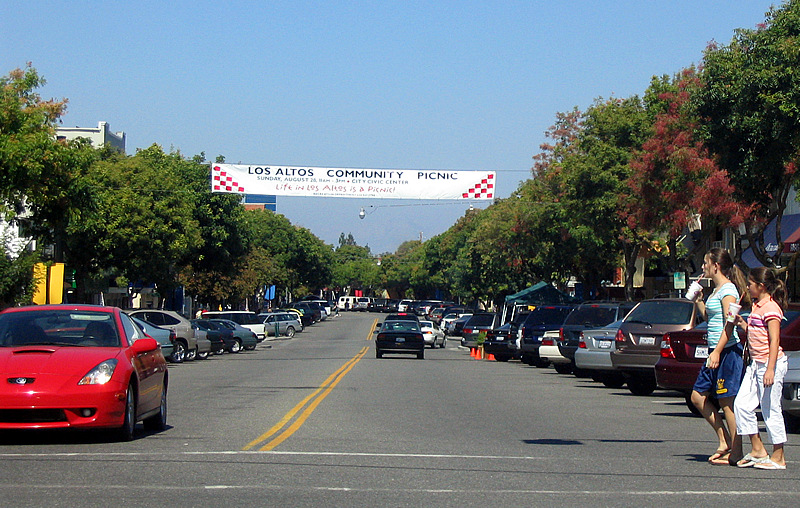
로스앨토스

로스앨토스(Los Altos)는 미국 캘리포니아주 산타클라라 군의 도시로, 2010년 인구조사 기준 인구는 28,976명이다. 로스앨토스는 스페인어로 언덕이라는 뜻이다. 쿠퍼티노, 서니베일, 팰로앨토, 마운틴뷰 등과 접경하고 있다.

## 인구
| 인구조사              | 인구   | Note  | %±    |
| --------------------- | ------ | ----- | ----- |
| 1960년                | 19,696 |       | —     |
| 1970년                | 25,062 |       | 27.2% |
| 1980년                | 25,769 |       | 2.8%  |
| 1990년                | 26,303 |       | 2.1%  |
| 2000년                | 27,693 |       | 5.3%  |
| 2010년                | 28,976 |       | 4.6%  |
| 2019 (추산)           | 30,089 | [ 1 ] | 3.8%  |
| U.S. Decennial Census |        |       |       |

## 자매 도시
로스앨토스는 4개의 도시와 자매 결연을 맺고 있다.
- 오스트레일리아 벤디고
- 러시아 식팁카르
- 대만 스린 구
- 영국 러스팅턴